# Machkalashen
Machkalashen (armeniska: Մաճկալաշեն; azerbajdzjanska: Cütcü) är en ort i Azerbajdzjan.   Den ligger i distriktet Xocavənd Rayonu, i den centrala delen av landet, 260 km väster om huvudstaden Baku. Machkalashen ligger 565 meter över havet och antalet invånare är 593.
Terrängen runt Machkalashen är kuperad. Runt Machkalashen är det ganska tätbefolkat, med 62 invånare per kvadratkilometer.. Närmaste större samhälle är Müşkapat, 9,2 km norr om Machkalashen. 
Trakten runt Machkalashen består till största delen av jordbruksmark.